# Epiplatys sexfasciatus
Epiplatys sexfasciatus es una especie de pez de la familia de los aplocheílidos en el orden de los ciprinodontiformes.

## Morfología
Los machos pueden alcanzar los 10 cm de longitud total.

## Subespecies
- Epiplatys sexfasciatus rathkei (Radda, 1970)
- Epiplatys sexfasciatus sexfasciatus (Gill, 1862)
- Epiplatys sexfasciatus togolensis (Loiselle, 1971)

## Distribución geográfica
Se encuentran en África: desde Ghana hasta Benín, Nigeria, Camerún, Guinea Ecuatorial y Gabón.